# Acte de suprématie

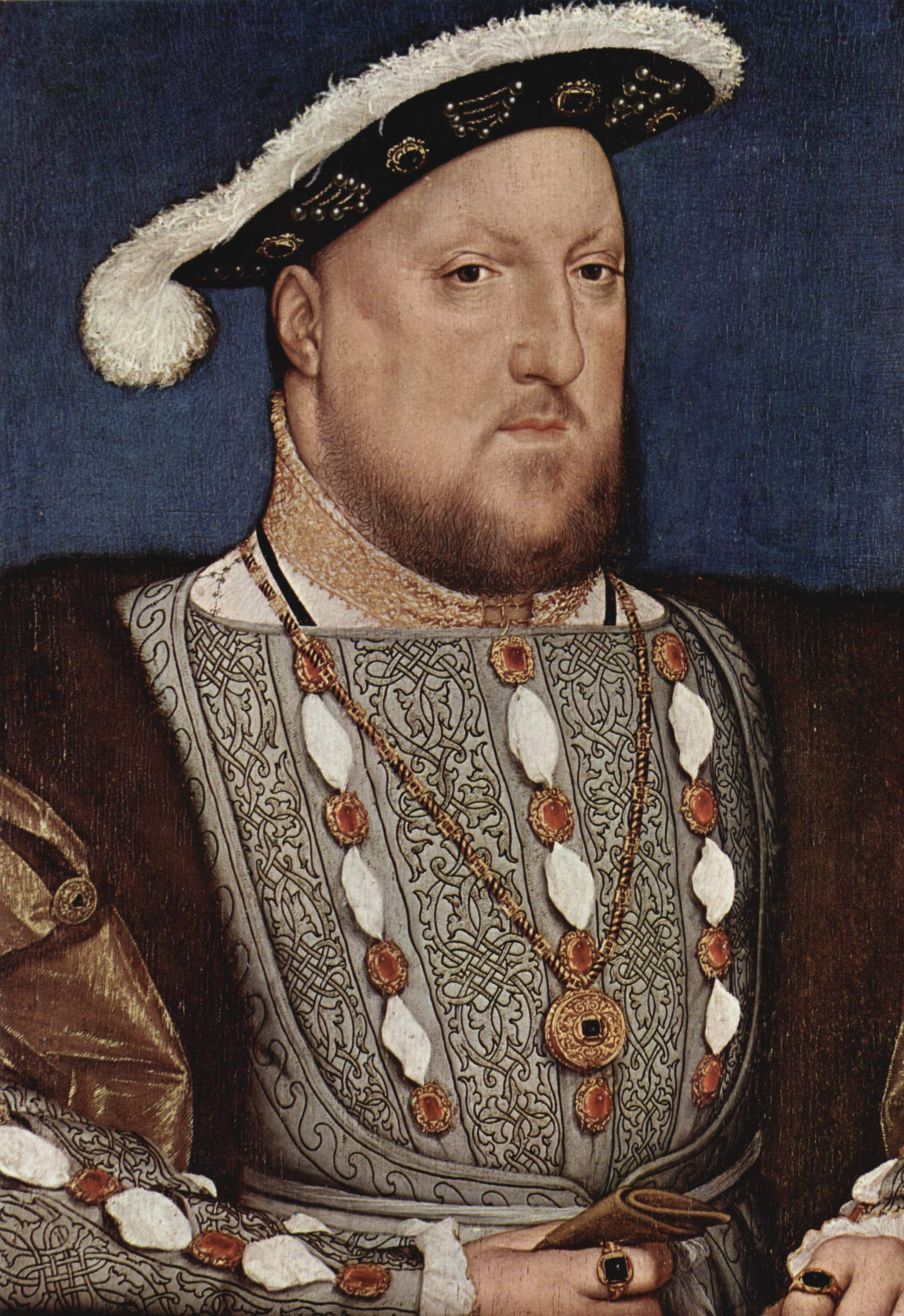
Le roi Henri VIII d'Angleterre.

L'Acte de suprématie est un texte de loi qui définit la « suprématie » du souverain d'Angleterre, même dans le domaine religieux. Cette loi est un texte fondateur de l'Église anglicane au XVIe siècle, définissant celle-ci comme « voie moyenne » entre le catholicisme et le puritanisme calviniste. C'est une des étapes fondamentales de la Réforme anglaise, qui va également entraîner le début de persécutions anticatholiques dans le royaume.

## Acte de Suprématie de 1534 (Henri VIII)
Cet acte fut promulgué en Angleterre le 3 novembre 1534 : Henri VIII avait demandé en vain au Saint-Siège l'annulation de son mariage avec Catherine d'Aragon qui ne lui avait pas donné d’héritier mâle. Passant outre l’obstruction papale et faisant voter l'annulation par une cour ecclésiastique anglaise, Henri VIII est excommunié. En retour, il fait voter l’Acte de Suprématie qui donne au roi et à ses successeurs le titre de « chef unique et suprême de l'Église d’Angleterre ». Aussitôt cet acte voté, Henri VIII met en application ses nouveaux pouvoirs en supprimant les monastères dont les biens sont sécularisés ; il oblige chaque paroisse d'Angleterre à se doter d’une Bible en anglais d'après la traduction de Tyndale (en 1526) pour le Nouveau Testament et de Coverdale (en 1535) pour la Bible en entier. Toute personne majeure devait prêter serment au roi comme chef absolu de l'Église. Parallèlement, le Parlement adopte le Treasons Act qui punit de mort tout manquement à ce serment. Thomas More en fut la victime la plus célèbre.
En 1536, Henri fait également voter cet acte par le Parlement irlandais, ce qui entraîne la suppression des abbayes en Irlande.
Mais Henri VIII reste attaché au contenu de la foi catholique et fait rédiger l’Acte des six articles (1539) qui condamnent les idées de Luther. Henri VIII a ainsi mis en place une Église d’Angleterre indépendante du Saint-Siège tout en conservant les traits de la religion catholique.
Ce premier « acte de suprématie » fut abrogé par la souveraine catholique Marie Ire en 1554.

## Acte de Suprématie de 1559 (ÉlisabethIre)
Élisabeth Ire doit affronter les divisions religieuses entre catholiques et protestants. Elle met en place une politique appelée Règlement élisabéthain, qui amène l'Église d'Angleterre à rompre avec Rome et crée les bases de la religion anglicane. Le premier point est décidé par adoption de l’Acte de Suprématie et d’Uniformité : Élisabeth est alors nommée par les Chambres gouverneur suprême de l'Église d'Angleterre. Tous les fonctionnaires sont désormais obligés de prêter un serment de loyauté au monarque (serment de Suprématie), sous peine de perdre leur poste ; dans le même temps, les lois d'hérésie promulguées par Marie Ire sont abolies, afin d'éviter que ne reprennent les persécutions contre les catholiques.
La réponse officielle de Rome est contenue dans la bulle Regnans in Excelsis (1570) du pape Pie V, qui autorise le renversement de la reine et excommunie ceux qui obéiraient à ses ordres. En 1580, le pape Grégoire XIII clarifie ce dernier point, en autorisant les sujets catholiques anglais à obéir à leur souveraine pour les affaires civiles, jusqu'à ce que son renversement puisse se faire.
Il faut attendre 1829 pour que le serment soit remplacé pour les catholiques par un serment spécial, compatible avec leurs croyances. Il fut définitivement supprimé en 1867.

## Chronologie
- 1534 : vote de l'Acte de Suprématie par Henri VIII.
- 1535 : l’archevêque John Fisher et le chancelier Sir Thomas More, qui refusent l’Acte de Suprématie', sont exécutés pour trahison.
- 1536 : Henri VIII fait voter par le Parlement irlandais l'Acte de Suprématie.
- 1554 : Marie Ire supprime l'Acte de Suprématie. Persécutions contre les protestants.
- 1559 : Élisabeth Ire rétablit l'Acte de Suprématie et d'Uniformité. Les catholiques vont se trouver exclus des hautes fonctions de l'État.
- 1829 : le texte du « Serment de Suprématie » est adapté pour permettre l'adhésion des catholiques.
- 1867 : suppression du Serment de Suprématie.